# 何权
何权（1952年12月—），男，汉族，江苏宝应人，中华人民共和国政治人物。南京师范学院（今南京师范大学）中文系毕业，南京师范大学与澳大利亚麦觉理大学合作培养经济学专业硕士。

## 生平
1969年3月参加工作，1972年4月加入中国共产党。历任江苏省经济委员会（江苏省国防工业办公室）、计划经济委员会办公室秘书，江苏省计划经济委员会办公室副主任，江苏省委研究室经济工作研究处副处长，江苏省人民政府办公厅秘书处副处级秘书、省政府党组秘书（服务时任省长（顾秀莲））；江苏省人民政府经济研究中心、江苏省人民政府研究室副主任；省人民政府办公厅副主任、省人民政府副秘书长，办公厅主任。2001年5月，任中共徐州市委书记。2003年2月任江苏省人民政府副省长。2013年1月，当选江苏省政协副主席。2016年1月，在江苏省政协第十一届委员会第四次会议上辞去江苏省政协第十一届委员会副主席职务。